# CA 19-9
CA 19-9 (antígeno carboidrato 19-9) é um exame de sangue da categoria dos marcadores tumorais. Foi descoberto em 1981 em pacientes com câncer colorretal e câncer de pâncreas. Tem como valor de referência até 37 U/ml. Caracteriza-se por ser uma glicoproteína do tipo mucina de elevado peso molecular. É utilizado para avaliar a recidiva de tumor pancreático e presença de metástases.
Não serve para ser utilizado como diagnóstico definitivo, assim sendo serão utilizados outros marcadores para orientar a resposta do médico oncologista. Além disso, outra doenças podem aumentar a concentração desse marcador tais como: cirrose e litíase biliar.